# مدولاسیون برداری

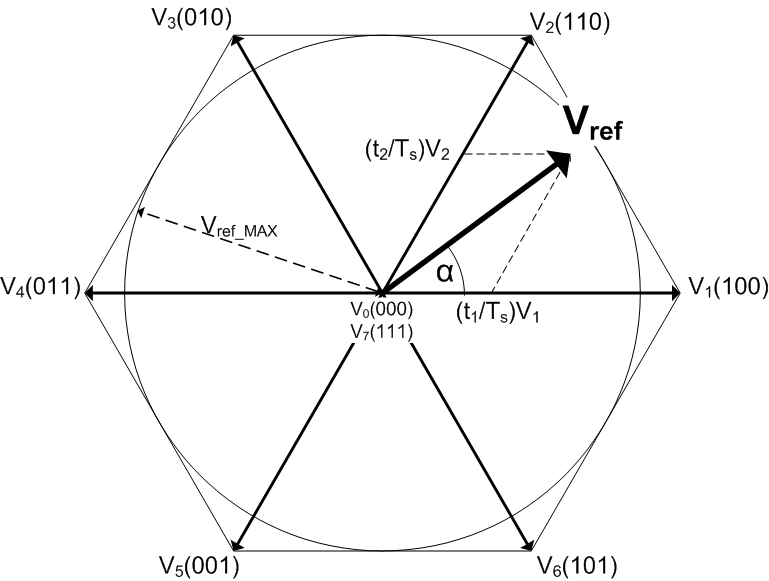

مدولاسیون برداری (انگلیسی: Space vector modulation) یک روش کنترل مدولاسیون پهنای پالس است. این روش بیشتر برای ساخت شکل موج سینوسی جریان متناوب در مدارهای سه فاز استفاده می‌شود. از مزایای این روش، کاهش اعوجاج هارمونیکی کل می‌باشد.